# Helius (Helius) infirmus
Helius (Helius) infirmus is een tweevleugelige uit de familie steltmuggen (Limoniidae). De soort komt voor in het Palearctisch gebied.